# Ratchet & Clank (computerspelserie)
Ratchet & Clank is een serie computerspellen voor verscheidene spelcomputers van Sony Corporation. De spellen worden ontwikkeld door Insomniac Games en uitgebracht door Sony. Het spel komt alleen uit op spelcomputers van Sony, omdat er een contract is getekend in 2002. Het spel volgt het verhaal van Ratchet, een Lombax die kan praten en erg handig is met gereedschappen, en Clank, een slimme robot die bevriend raakt met Ratchet. Samen redden ze het heelal van een aantal slechte mensen, zoals Chairman Drek, uit Ratchet & Clank en Gleeman Vox uit Ratchet: Gladiator. De serie is bekend om de hoeveelheid exotische en unieke wapens en gadgets. De bekendste vijand uit de serie is ongetwijfeld Dr. Nefarious, die de primaire vijand is in Ratchet & Clank 3, Ratchet & Clank: A Crack in Time, Ratchet & Clank (2016) en Ratchet & Clank: Rift Apart.

## Voorkomende personages
De belangrijkste personages uit de serie zijn Ratchet, een Lombax (een soort katachtige), en zijn robot Clank. Clank is eigenlijk een foutje in de ontwikkeling, want hij zou eigenlijk een stuk groter moeten zijn. De speler speelt met Ratchet voor het grootste deel in ieder spel, maar een aantal missies moeten met Clank worden gespeeld. In Ratchet: Gladiator komt Clank helemaal niet voor. Clank is ook de helikopter-rugzak van Ratchet, waarmee Ratchet makkelijker kan springen, kan vliegen en zwemmen. Er zijn drie onderdelen van Clank als rugzak: de heli-, jet- en zwempak (in Ratchet & Clank 2 is er ook de Momentum Glider en de Levitator, de Levitator komt ook terug in Ratchet & Clank: Nexus). Alle drie zijn ze ontstaan in het eerste spel, Ratchet & Clank, maar Clank heeft die nog steeds in de rest van de spellen.

## Spellen

### Ratchet & Clank (PS2)
In de eerste game gaat Ratchet samen met Clank op zoek naar Captain Qwark, een bekend superheld en tv-figuur om hem in te zetten tegen het kwaad, in de vorm van Super Executive Chairman Drek. Deze duivelse schurk wil met enkele hoogstaande technologische snufjes (naar eigen zeggen "which you couldn't possibly understand") met stukjes van planeten een eigen wereld bouwen. Ratchet en zijn sidekick Clank probeerden hem te stoppen samen met Captain Qwark. Maar deze Qwark is nét iets anders dan de superheld die hij hoort te zijn.

### Ratchet & Clank 2 (Going Commando/Locked and Loaded) (PS2)
In het tweede spel, Ratchet & Clank 2 (in Amerika genaamd "Going Commando", in sommige Europese landen "Locked and Loaded") worden Ratchet en Clank uit hun luilekkerleventje geteleporteerd naar het Bogon-sterrenstelsel door een bedrijfsleider genaamd Abercrombie Fizzwidget, die Ratchet opleidt tot commando-soldaat van Megacorp, zijn bedrijf, om een gestolen "Experiment" te vinden. In dit spel schudde Insomniac Games de ietwat kinderlijke sfeer van het eerste spel van zich af en voegde meer wapens en meer genres toe aan het spel. Wat er nu nog meer mogelijk is, is dat je wapens automatisch verbeteren, en je automatisch meer leven krijgt.

### Ratchet & Clank 3 (Up Your Arsenal) (PS2)
In het derde spel (Up Your Arsenal in Noord-Amerika) voelen de twee helden zich geroepen terug te keren naar het sterrenstelsel van deel 1, om het te redden van de Thyrranoids die een plotse invasie het universum beginnen. Het zijn wrede aliens met als leider een oude bekende van Captain Qwark, de cyborg Dr. Nefarious met zijn butler Lawrence. Samen met een verzameling NPC's uit deel 1 vormt Quark "The Q-force", een team van "elite-strijders" met als doel de eliminatie van Dr. Nefarious. In dit spel werd nog wat meer humor geïmplementeerd, samen met nog meer wapens en voor het eerst een multiplayer speelstijl. Daarboven is er ook nog online-mode. Daarmee kun je met mensen van je eigen behendigheid spelen.

### Ratchet: Gladiator (PS2/PS3)
Het vierde spel werd in het begin met gemengde gevoelens onthaald, nadat gemeld werd dat Clank niet op de rug van Ratchet zou zitten in dit spel en de titel bijgevolg niet Ratchet & Clank 4 zou zijn, maar Ratchet Gladiator (in Amerika Ratchet Deadlocked). In dit spel wordt eigenlijk al de vrijheid van de vorige spelletjes ontnomen en is er veel meer gefocust op de actie van schietgevechten. Platformelementen zijn herleid tot simpele puzzeltjes of hindernissen, terwijl het ingenieus wapensysteem en de onophoudelijke schietgevechten op de voorgrond treden. Ratchet wordt door Dreadzone, een soort gladiatorenprogramma, gedwongen om te vechten in arenagevechten. Als hij zich niet naar hun regels gedraagt, komt de halsband rond zijn nek tot ontploffing. Vluchten is echter onmogelijk voor Ratchet, want als hij dat probeert krijgt hij een ontzettend pijnlijke schok, die in het begin van het spel wordt vertoond door Gleeman Vox door middel van twee testrobotjes.
In de eerste drie delen kan de speler af en toe een mysterieuze loodgieter tegenkomen. In het eerste deel is zijn hulp van vitaal belang, in de delen 2 en 3 kan een sidequest voor hem voltooid worden. Hij weet duidelijk meer dan hij doet voorkomen; na de voltooiing van elke sidequest laat hij blijken dat de helden hem nog niet voor het laatst gezien hebben. Zo kondigde hij in deel 2 al aan dat het derde deel ongeveer een jaar na de release van het tweede deel zou uitkomen en kondigde hij zijn eigen terugkomst aan ("See you in about a year or so").
Dit is maar een van de vele voorbeelden van de running gags in het spel.

### Ratchet & Clank: Klein is Fijn (Size Matters) (PSP/PS2)
Dit spel is een beetje anders dan de meeste spellen uit de reeks, omdat het spel door een andere uitgever werd uitgegeven, namelijk door High Impact Games. In 2007 kwam het spel uit voor de PlayStation Portable, een jaar later kwam dit spel uit voor de PlayStation 2. Dit spel werd het eerste Nederlandstalige spel uit de Ratchet & Clank reeks. Qua gameplay lijkt het spel het meest op de eerste drie spellen.

### Secret agent Clank (PSP/PS2)
In deze game wordt Ratchet opgepakt omdat hij een kostbaar juweel van het museum heeft gestolen. Clank gelooft in het onschuld van zijn vriend en zoekt, in James Bondstijl, naar het gestolen juweel. In deze game beschikt Clank over wapens, die in een telefooncel gekocht kunnen worden. De speler bestuurt, naast Clank, ook Ratchet. Die moet in de gevangenis knokken om in leven te blijven. Qwark vertelt aan een belangrijke journalist over zijn "geweldige" avonturen, waarin hij steeds meer en steeds meer opschept over zijn kunnen. Deze fantasieën zijn ook bespeelbaar en vorderen naar Qwark zijn opschepperij.

### Ratchet & Clank Future: Tools of Destruction (PS3)
Op 11 september 2007 bracht Insomniac Games ‘Ratchet & Clank: Tools of Destruction’ uit voor de PlayStation 3. Vele fans van de bekende Ratchet & Clank-serie hadden hier al lang naar uitgekeken. In deze game gaan de 2 helden gewoon voort met hun rustige leventje totdat dat opeens verstoord wordt wanneer ze in de stad Metropolis op hun thuisplaneet Kerwan worden aangevallen door de slechte Keizer Tachyon en zijn duizenden soldaten. Tachyon en zijn leger zitten Ratchet, de laatste Lombax in het universum, op de hielen. Om te kunnen vluchten stelen Ratchet en zijn robot-vriend het oorlogsschip van Tachyon. Samen ontdekken ze wat Tachyon van plan is: een invasie plannen om Ratchet te vangen (en daarmee alle Lombaxen uit te roeien) en over het universum te heersen. In dit spel van Insomniac Games krijg je opnieuw de mogelijkheid om met Clank te spelen. Met behulp van kleine ruimtewezens, de ‘Zoni’ genoemd, kan Clank de tijd manipuleren en zweven boven de grond om zo ravijnen te kunnen oversteken. Ook zijn er vele nieuwe wapens verkrijgbaar die een voor een met behulp van het kostbare gesteente ‘Raritanium’ tot destructieve wapens versterkt kunnen worden.

### Ratchet & Clank Future: Quest for Booty (PS3)
Dit spel kwam na Ratchet & Clank: Tools of Destruction. Het lag goedkoper in de winkels en was een vervolg op de gebeurtenissen in het vorige spel. Deze achtste Ratchet & Clank game legde de nadruk vooral op de platformelementen. Het wordt door Sony zelf bestempeld als een mini-episode, omdat de game aan de korte kant is.

### Ratchet & Clank Future: A Crack in Time (PS3)
Dit spel is op 6 november 2009 uitgekomen. In het spel gaat het verhaal uit Tools of Destruction en Quest for Booty verder. Ratchet & Clank krijgen in dit spel opnieuw te maken met Dr. Nefarious. Dit is het eerste spel uit de Ratchet & Clank reeks waar trofeeën verdiend kunnen worden.

### Ratchet & Clank: All 4 One (PS3)
In Ratchet & Clank: All 4 One komt Dr. Nefarious terug (in de Nederlandse versie gedaan door Ruud Drupsteen) en bedenkt een nepprijs die Qwark zou hebben gewonnen. Hij laat een beest los in de stad, maar als het beest verslagen is komt er een groot ruimteschip dat Ratchet, Clank, Qwark en Nefarious meeneemt naar een onbekende planeet. Om weg te komen moeten ze allemaal samenwerken. Bij dit spel kan men met 4 mensen tegelijk online spelen.

### Ratchet & Clank: Trilogy (PS3 & PS Vita)
Dit spel van de Ratchet & Clank-serie is een remake van de eerste 3 Ratchet & Clank spellen, maar dan geconverteerd van PS2 naar PS3. Het is een spel voor de echte classic Ratchet & Clank fan. Deze trilogie bevat tevens de multiplayer-stand zoals in het derde spel.

### Ratchet & Clank: QForce (PS3/PSV)
Een terugkeer naar de klassieke third person en co-op-action, een nieuw intergalactisch avontuur met een nieuwe twist en de mogelijkheid tot multiplayer. Het spel kwam voor PlayStation 3 in Europa uit op 30 november 2012. In NTSC-regio's wordt het spel "Full Frontal Assault" genoemd. In dit spel moeten met Captain Qwark, Clank en Ratchet de Planetaire Verdedigingscentrums worden heroverd nadat ze zijn veroverd door Stuart Zurgo, een voormalig fan van Captain Qwark die eerder te zien was in Ratchet & Clank 2.

### Ratchet & Clank: Nexus (PS3)
Dit spel kwam in Europa op 20 november 2013 uit voor PlayStation 3 (in NTSC-regio's genaamd Ratchet & Clank: Into the Nexus). Insomniac had het spel aangekondigd als vervolg op de Future-serie, welke Tools of Destruction, Quest for Booty en A Crack In Time omvat. Met dit spel keren de makers terug naar de originele gameplay van de serie, nadat ze eerder Ratchet & Clank: All 4 One en QForce uitbrachten. Sony meldde dat er werd gedacht aan een PlayStation Vita-versie van de game, maar als deze er zou komen zou hij worden ontwikkeld door een meer ervaren studio dan de studio die verantwoordelijk was voor de Vita-versie van Ratchet en Clank: QForce.

### Ratchet & Clank (PS4)
Op 20 april 2016 kwam een remake van het allereerste deel uit, tegelijkertijd met de gelijknamige film. Dit spel bevat tevens fragmenten uit de film. Er wordt in dit spel gebruik gemaakt van wapens en gadgets waarvan sommigen niet voorkomen in het eerste deel uit 2002, waardoor er geen sprake is van een 1-op-1 remake.

### Ratchet & Clank A Rift Apart (PS5)
Dit spel werd aangekondigd tijdens het PlayStation 5-onthullingsevenement in juni 2020, met een waarschijnlijke release in 2021. Het spel deelt veel gameplay-overeenkomsten met Ratchet & Clank uit 2016, en de andere spellen uit de serie.